# Kalle Blomkvist - Mästerdetektiven lever farligt
Pour plus de détails, voir Fiche technique et Distribution.
Kalle Mikael détective vit dangereusement (titre original suédois : Kalle Blomkvist - Mästerdetektiven lever farligt) est un film suédois réalisé par Göran Carmback, sorti en Suède en 1996
Ce long métrage en prises de vues réelles est une adaptation du roman de l'écrivain suédoise  Astrid Lindgren, célèbtre auteur de littérature de jeunesse, portant le même titre, publié en 1951. Une première adaptation cinématographique du roman avait été réalisée en 1957 par Olle Hellbom, avec Leif Nilsson dans le rôle de Kalle Blomkvist, Sven Almgren, Birgitta Hörnblad et Nils Hallberg.

## Fiche technique
- Titre français : Kalle Mikael détective vit dangereusement
- Titre original : Kalle Blomkvist - Mästerdetektiven lever farligt
- Réalisation : Göran Carmback
- Scénario : Johanna Hald, d'après le roman d'Astrid Lindgren
- Photographie :
- Montage :
- Musique :
- Pays d'origine :  Suède
- Langue : Suédois
- Format : couleur
- Son : Dolby
- Genre : Film d'aventure, Film policier
- Durée : 81 minutes
- Date de sortie : 
  -  Suède : 21 décembre 1996
  -  Suisse : 3 octobre 1997

## Distribution
- Malte Forsberg - Kalle Blomkvist
- Josefin Årling - Eva-Lotta Lisander
- Totte Steneby - Anders
- Victor Sandberg - Sixten, Röda rosen
- Bobo Steneby - Benke, Röda rosen
- Johan Stattin - Jonte, Röda rosen
- Claes Malmberg - Konstapel Björk
- Krister Henriksson - Mördaren
- Ulla Skoog - Sixtens moster Ada
- Peter Andersson - Kommissarie Strand
- Lakke Magnusson - Oscar Gren, procentare
- Catherine Hansson - Eva-Lottas mamma
- Leif Andrée - Eva-Lottas pappa
- Erika Höghede - Sixtens mamma
- Toni Wilkens - Sixtens pappa
- Jacob Nordenson - Doktorn, Benkes pappa
- Gerd Hegnell - Fru Karlsson
- Per Morberg - Lokaltidningens redaktör
- David Olsson - Fredrik med Foten